# Liste de quadripoints en France
Cet article recense les quadripoints communaux de France, c'est-à-dire les endroits où les limites d'au moins quatre communes se rejoignent.

## Liste

### Quatre communes

#### Quadripoints actuels
Des quadripoints existent en France entre plusieurs communes. Certains sont spécifiquement marqués d'un toponyme relatif à « quatre communes » ou similaire. En voici une liste non exhaustive.
| Département(s)                   | Communes                                                                                     | Notes | Coords.                            | Illus. |
| -------------------------------- | -------------------------------------------------------------------------------------------- | --- | ---------------------------------- | ------ |
| Ain                              | - Frans - Jassans-Riottier - Saint-Didier-de-Formans - Sainte-Euphémie                       | | 45° 58′ 24″ nord, 4° 46′ 35″ est   |        |
| Ain Savoie Haute-Savoie          | - Anglefort - Motz - Seyssel - Seyssel                                                       | | 45° 56′ 19″ nord, 5° 49′ 42″ est   |        |
| Aisne                            | - Malzy - Monceau-sur-Oise - Romery - Wiège-Faty                                             | Borne des Quatre Seigneurs | 49° 54′ 18″ nord, 3° 42′ 56″ est   |        |
| Aisne                            | - Marly-Gomont - Proisy - Le Sourd - La Vallée-au-Blé                                        | Borne des Quatre Seigneurs | 49° 52′ 09″ nord, 3° 46′ 48″ est   |        |
| Allier                           | - Contigny - Saint-Loup - Saint-Pourçain-sur-Sioule - Varennes-sur-Allier                    | | 46° 20′ 11″ nord, 3° 21′ 23″ est   |        |
| Alpes-Maritimes                  | - Bairols - Ilonse - Massoins - Villars-sur-Var                                              | Pointe des Quatre Cantons | 43° 59′ 30″ nord, 7° 05′ 35″ est   |        |
| Ardennes Meuse                   | - Moulins-Saint-Hubert - Vaux-lès-Mouzon - Malandry - Autréville-Saint-Lambert               | | 49° 34′ 35″ nord, 5° 09′ 10″ est   |        |
| Ariège                           | - Alos - Eycheil - Lacourt - Moulis                                                          | Table des Quatre Seigneurs Distant de moins de 500 m du tripoint Eycheil - Moulis - Saint-Girons                                 | 42° 56′ 08″ nord, 1° 08′ 25″ est   |        |
| Ariège                           | - Biert - Boussenac - Esplas-de-Sérou - Rivèrenert                                           | | 42° 56′ 01″ nord, 1° 19′ 54″ est   |        |
| Ariège                           | - Montgailhard - Montoulieu - Prayols - Saint-Paul-de-Jarrat                                 | Au milieu de l'Ariège | 42° 55′ 11″ nord, 1° 38′ 00″ est   |        |
| Ariège                           | - Albiès - Caychax - Senconac - Vèbre                                                        | | 42° 47′ 11″ nord, 1° 42′ 49″ est   |        |
| Ariège                           | - Dreuilhe - L'Aiguillon - Lesparrou - Saint-Jean-d'Aigues-Vives                             | | 42° 55′ 32″ nord, 1° 53′ 32″ est   |        |
| Aude                             | - Camplong-d'Aude - Fabrezan - Fontcouverte - Moux                                           | | 43° 09′ 14″ nord, 2° 39′ 59″ est   |        |
| Aude                             | - Lagrasse - Comigne - Douzens - Val-de-Dagne                                                | | 43° 08′ 45″ nord, 2° 37′ 02″ est   |        |
| Aude                             | - Camplong-d'Aude - Douzens - Lagrasse - Moux                                                | | 43° 08′ 49″ nord, 2° 37′ 37″ est   |        |
| Aude                             | - Barbaira - Floure - Monze - Val-de-Dagne                                                   | | 43° 09′ 35″ nord, 2° 29′ 41″ est   |        |
| Bouches-du-Rhône                 | - Allauch - Cadolive - Mimet - Saint-Savournin                                               | | 43° 23′ 17″ nord, 5° 30′ 16″ est   |        |
| Bouches-du-Rhône                 | - Fuveau - Gardanne - Gréasque - Mimet                                                       | Les Quatre Termes | 43° 26′ 25″ nord, 5° 31′ 46″ est   |        |
| Cantal                           | - Labesserette - Lacapelle-del-Fraisse - Ladinhac - Lafeuillade-en-Vézie                     | Rocher des Quatre Communes | 44° 46′ 02″ nord, 2° 28′ 21″ est   |        |
| Corrèze                          | - Arnac-Pompadour - Beyssenac - Concèze - Saint-Sornin-Lavolps                               | Pierre des Quatre Communes | 45° 23′ 34″ nord, 1° 20′ 47″ est   |        |
| Côte-d'Or                        | - Athée - Collonges-et-Premières - Magny-Montarlot - Villers-les-Pots                        | | 47° 13′ 44″ nord, 5° 19′ 41″ est   |        |
| Côtes-d'Armor                    | - Lannion - Perros-Guirec - Pleumeur-Bodou - Saint-Quay-Perros                               | Pont des Quatre Recteurs | 48° 47′ 12″ nord, 3° 27′ 57″ ouest |        |
| Côtes-d'Armor Ille-et-Vilaine    | - Châteauneuf-d'Ille-et-Vilaine - Miniac-Morvan - La Ville-ès-Nonais - Pleudihen-sur-Rance   | | 48° 33′ 03″ nord, 1° 55′ 55″ ouest |        |
| Doubs                            | - Le Bizot - Le Luhier - Le Mémont - Mont-de-Laval                                           | Pierre des Quatre Communes | 47° 09′ 22″ nord, 6° 40′ 18″ est   |        |
| Doubs                            | - Beutal - Longevelle-sur-Doubs - Lougres - Montenois                                        | Borne des 4 Fins | 47° 28′ 42″ nord, 6° 39′ 36″ est   |        |
| Doubs                            | - Domprel - Germéfontaine - Pierrefontaine-les-Varans - La Sommette                          | | 47° 12′ 58″ nord, 6° 30′ 10″ est   |        |
| Eure Eure-et-Loir Yvelines       | - Villiers-en-Désœuvre - Bréval - Guainville - Neauphlette                                   | | 48° 56′ 28″ nord, 1° 30′ 05″ est   |        |
| Gironde                          | - Cubzac-les-Ponts - Saint-Loubès - Saint-Romain-la-Virvée - Saint-Vincent-de-Paul           | Au milieu de la Dordogne | 44° 57′ 12″ nord, 0° 27′ 18″ ouest |        |
| Gironde                          | - Donnezac - Montendre - Souméras - Val-de-Livenne                                           | Au milieu du ruisseau du Petit Moulin                                                                                            | 45° 16′ 50″ nord, 0° 26′ 01″ ouest |        |
| Isère Savoie                     | - Saint-Christophe-sur-Guiers - Corbel - Saint-Pierre-d'Entremont - Saint-Pierre-d'Entremont | Au milieu du Guiers Vif | 45° 25′ 14″ nord, 5° 50′ 04″ est   |        |
| Jura                             | - Belmont - Éclans-Nenon - Falletans - La Vieille-Loye                                       | Dans la forêt de Chaux | 47° 03′ 58″ nord, 5° 36′ 26″ est   |        |
| Jura                             | - Éclans-Nenon - Our - Santans - La Vieille-Loye                                             | Quatrième colonne, dans la forêt de Chaux                                                                                        | 47° 04′ 28″ nord, 5° 38′ 42″ est   |        |
| Jura                             | - Étrepigney - Germigney - Our - Santans                                                     | Cinquième colonne, dans la forêt de Chaux                                                                                        | 47° 04′ 49″ nord, 5° 40′ 16″ est   |        |
| Jura                             | - Chatelay - Chissey-sur-Loue - Étrepigney - Plumont                                         | Sixième colonne, dans la forêt de Chaux                                                                                          | 47° 05′ 17″ nord, 5° 42′ 18″ est   |        |
| Jura                             | - Abergement-lès-Thésy - Cernans - Dournon - Lemuy                                           | | 46° 55′ 21″ nord, 5° 57′ 19″ est   |        |
| Jura                             | - Coteaux du Lizon - Leschères - Ravilloles - Saint-Claude (Jura)                            | | 46° 26′ 18″ nord, 5° 49′ 39″ est   |        |
| Landes                           | - Lesperon - Morcenx-la-Nouvelle - Onesse-Laharie - Rion-des-Landes                          | | 43° 59′ 27″ nord, 0° 59′ 38″ ouest |        |
| Loire                            | - Doizieux - Pélussin - Roisey - Véranne                                                     | Crêt de L'Oeillon | 45° 23′ 33″ nord, 4° 36′ 43″ est   |        |
| Loire-Atlantique                 | - Grandchamp-des-Fontaines - Notre-Dame-des-Landes - Treillières - Vigneux-de-Bretagne       | Croix des quatre communes, érigée en 1801                                                                                        | 47° 21′ 23″ nord, 1° 41′ 03″ ouest |        |
| Loire-Atlantique                 | - Le Gâvre - Vay - Marsac-sur-Don - Guémené-Penfao                                           | Croix des Quatre Contrées, érigée en 1850                                                                                        | 47° 35' Nord 1° 45' Ouest          |        |
| Lot-et-Garonne                   | - Espiens - Feugarolles - Lavardac - Nérac                                                   | | 44° 10′ 42″ nord, 0° 20′ 35″ est   |        |
| Lot-et-Garonne                   | - Caubon-Saint-Sauveur - Lévignac-de-Guyenne - Monteton - Saint-Avit                         | | 44° 38′ 14″ nord, 0° 16′ 34″ est   |        |
| Marne                            | - Corrobert - Janvilliers - Montmirail - Vauchamps                                           | | 48° 34′ 59″ nord, 4° 57′ 58″ est   |        |
| Haute-Marne                      | - Eurville-Bienville - Humbécourt - Saint-Dizier - Troisfontaines-la-Ville                   | | 48° 34′ 59″ nord, 4° 57′ 58″ est   |        |
| Oise                             | - Chamant - Fleurines - Senlis - Villers-Saint-Frambourg-Ognon                               | Poteau des Blancs Sablons | 49° 14′ 45″ nord, 2° 36′ 44″ est   |        |
| Oise                             | - Formerie - Monceaux-l'Abbaye - Mureaumont - Saint-Arnoult                                  | | 49° 38′ 25″ nord, 1° 46′ 32″ est   |        |
| Orne                             | - Écouves - Le Bouillon - L'Orée-d'Écouves - Saint-Nicolas-des-Bois                          | | 48° 32′ 28″ nord, 0° 03′ 17″ est   |        |
| Orne                             | - Cuissai - L'Orée-d'Écouves - Saint-Denis-sur-Sarthon - Saint-Nicolas-des-Bois              | Près de la butte Chaumont | 48° 28′ 51″ nord, 0° 01′ 34″ ouest |        |
| Orne                             | - Le Bouillon - La Ferrière-Béchet - L'Orée-d'Écouves - Tanville                             | Croix de Médavy | 48° 33′ 01″ nord, 0° 02′ 54″ est   |        |
| Haut-Rhin                        | - Dietwiller - Kembs - Niffer - Schlierbach                                                  | | 47° 42′ 16″ nord, 7° 28′ 18″ est   |        |
| Haut-Rhin                        | - Flaxlanden - Steinbrunn-le-Haut - Steinbrunn-le-Bas - Zillisheim                           | | 47° 40′ 40″ nord, 7° 19′ 43″ est   |        |
| Haut-Rhin                        | - Dolleren - Kirchberg - Oberbruck - Wegscheid                                               | | 47° 48′ 11″ nord, 6° 56′ 47″ est   |        |
| Haut-Rhin                        | - Bitschwiller-lès-Thann - Bourbach-le-Haut - Moosch - Willer-sur-Thur                       | | 47° 49′ 26″ nord, 7° 01′ 32″ est   |        |
| Haut-Rhin                        | - Bitschwiller-lès-Thann - Steinbach - Thann - Uffholtz                                      | | 47° 50′ 21″ nord, 7° 06′ 50″ est   |        |
| Haut-Rhin                        | - Lièpvre - Rodern - Ribeauvillé - Sainte-Croix-aux-Mines                                    | Rocher du Reinoldstein | 48° 14′ 39″ nord, 7° 16′ 36″ est   |        |
| Haut-Rhin                        | - Breitenbach-Haut-Rhin - Metzeral - Muhlbach-sur-Munster - Sondernach                       | Sommet de l'Ilienkopf | 48° 00′ 30″ nord, 7° 05′ 14″ est   |        |
| Haut-Rhin                        | - Durlinsdorf - Liebsdorf - Mooslargue - Pfetterhouse                                        | | 47° 29′ 43″ nord, 7° 12′ 06″ est   |        |
| Paris                            | - 1er arrondissement - 4e arrondissement - 5e arrondissement - 6e arrondissement             | Pont Saint-Michel | 48° 51′ 15″ nord, 2° 20′ 41″ est   |        |
| Paris                            | - 10e arrondissement - 11e arrondissement - 19e arrondissement - 20e arrondissement          | Intersection du boulevard de Belleville, de la rue du Faubourg-du-Temple, du boulevard de la Villette et de la rue de Belleville | 48° 52′ 19″ nord, 2° 22′ 37″ est   |        |
| Puy-de-Dôme                      | - Perpezat - Le Mont-Dore - Laqueuille - Murat-le-Quaire                                     | Borne des Quatre Seigneurs | 45° 37′ 06″ nord, 2° 47′ 12″ est   |        |
| Puy-de-Dôme                      | - Authezat - Coudes - Montpeyroux - Plauzat                                                  | Carrefour des Quatre Communes | 45° 37′ 21″ nord, 3° 08′ 59″ est   |        |
| Pyrénées-Atlantiques             | - Casteide-Doat - Lamayou - Montaner - Pontiacq-Viellepinte                                  | Pierre des Quatre Maires | 43° 21′ 58″ nord, 0° 02′ 02″ ouest |        |
| Pyrénées-Orientales              | - Casteil - Taurinya - Valmanya - Vernet-les-Bains                                           | Sur le pic du Canigou | 42° 31′ 00″ nord, 2° 27′ 36″ est   |        |
| Pyrénées-Orientales              | - Escaro - Nyer - Py - Sahorre                                                               | Sur le pic de Tres Estelles | 42° 30′ 31″ nord, 2° 19′ 23″ est   |        |
| Pyrénées-Orientales              | - Latour-de-France - Maury - Planèzes - Rasiguères                                           | | 42° 47′ 30″ nord, 2° 37′ 37″ est   |        |
| Rhône                            | - Brullioles - Longessaigne - Saint-Clément-les-Places - Saint-Laurent-de-Chamousset         | Pierre des Quatre Communes | 45° 45′ 51″ nord, 4° 27′ 03″ est   |        |
| Haute-Saône                      | - Amance (Haute-Saône) - Buffignécourt - Contréglise - Senoncourt                            | | 47° 48′ 52″ nord, 6° 02′ 45″ est   |        |
| Haute-Savoie                     | - Glières-Val-de-Borne - Le Grand-Bornand - Le Reposoir - Mont-Saxonnex                      | Pointe Blanche | 45° 59′ 56″ nord, 6° 27′ 36″ est   |        |
| Seine-et-Marne Seine-Saint-Denis | - Chelles - Gagny - Gournay-sur-Marne - Neuilly-sur-Marne                                    | Pointe de Gournay | 48° 51′ 57″ nord, 2° 34′ 03″ est   |        |
| Seine-Maritime                   | - Quevillon - Sahurs - Saint-Pierre-de-Manneville - Val-de-la-Haye                           | Rond-point de la Martel | 49° 23′ 18″ nord, 0° 58′ 29″ est   |        |
| Vendée                           | - L'Île-d'Olonne - Les Sables-d'Olonne - Saint-Mathurin - Sainte-Foy                         | | 46° 32′ 48″ nord, 1° 44′ 38″ ouest |        |
| Vosges                           | - Cheniménil - Docelles - Le Roulier - Charmois-devant-Bruyères                              | | 48° 09′ 33″ nord, 6° 36′ 22″ est   |        |
| Vosges                           | - Basse-sur-le-Rupt - La Bresse - Cornimont - Rochesson                                      | Pierre des Quatre Communes | 47° 59′ 49″ nord, 6° 49′ 26″ est   |        |
| Vosges                           | - Blevaincourt - Rozières-sur-Mouzon - Tollaincourt - Villotte                               | | 48° 07′ 02″ nord, 5° 45′ 20″ est   |        |
| Vosges                           | - Bruyères - Fays - Viménil - Grandvillers                                                   | | 48° 12′ 41″ nord, 6° 39′ 38″ est   |        |
| Yonne                            | - Cussy-les-Forges - Guillon-Terre-Plaine - Magny - Saint-André-en-Terre-Plaine              | | 47° 29′ 11″ nord, 4° 00′ 59″ est   |        |
| Essonne Val-de-Marne             | - Orly - Paray-Vieille-Poste - Rungis - Thiais                                               | | 48° 44′ 46″ nord, 2° 22′ 09″ est   |        |
| Val-de-Marne                     | - Chevilly-Larue - L'Haÿ-les-Roses - Villejuif - Vitry-sur-Seine                             | À proximité de l'arrêt du tramway T7 « Domaine Chérioux »                                                                        | 48° 46′ 46″ nord, 2° 22′ 02″ est   |        |
| Val-d'Oise                       | - Bellefontaine - Lassy - Luzarches - Le Plessis-Luzarches                                   | | 49° 06′ 03″ nord, 2° 26′ 59″ est   |        |

#### Anciens quadripoints
| Département(s) | Communes                                                                          | Notes | Coords.                            | Illus. |
| -------------- | --------------------------------------------------------------------------------- | --- | ---------------------------------- | ------ |
| Ain            | - Billiat - Le Grand-Abergement - Hotonnes - Villes                               | Disparu en 2016 à la suite de la fusion du Grand-Abergement et d'Hotonnes dans la commune du Haut Valromey.                      | 46° 05′ 35″ nord, 5° 42′ 54″ est   |        |
| Lot            | - Lendou-en-Quercy - Montcuq-en-Quercy-Blanc - Saint-Daunès - Saint-Pantaléon     | Disparu en 2019 à la suite de la fusion de Saint-Daunès et Saint-Pantaléon dans la commune de Barguelonne-en-Quercy              | 44° 20′ 51″ nord, 1° 15′ 00″ est   |        |
| Orne           | - Fontenai-les-Louvets - La Lande-de-Goult - Saint-Didier-sous-Écouves - Tanville | Disparu en 2019 à la suite de la fusion de Fontenai-les-Louvets et Saint-Didier-sous-Écouves dans la commune de L'Orée-d'Écouves | 48° 33′ 15″ nord, 0° 00′ 40″ ouest |        |
| Vienne         | - Chiré-en-Montreuil - Latillé - Lavausseau - Montreuil-Bonnin                    | Disparu en 2019 à la suite de la fusion de Lavausseau et Montreuil-Bonnin dans la commune de Boivre-la-Vallée.                   | 46° 35′ 08″ nord, 0° 06′ 35″ est   |        |
| Yonne          | - Cisery - Saint-André-en-Terre-Plaine - Savigny-en-Terre-Plaine - Trévilly       | Disparu en 2019 à la suite de la fusion de Cisery et Trévilly dans la commune de Guillon-Terre-Plaine.                           | 47° 30′ 13″ nord, 4° 03′ 18″ est   |        |

#### Quasi-quadripoints
- Les départements des Alpes-de-Haute-Provence, des Bouches-du-Rhône, du Var et du Vaucluse se rapprochent à moins d'un kilomètre sur le cours de la Durance, un peu en amont de Cadarache et du confluent avec le Verdon.
- Un second quasi-quadripoint existe entre les départements de l'Ardèche, de la Drôme, du Gard et du Vaucluse sur le cours du Rhône.
- En Dordogne, les tripoints entre Biras, Bussac et La Chapelle-Gonaguet, et entre Biras, Château-l'Évêque et La Chapelle-Gonaguet sont très proches (moins de 100 m d'écart). Ils sont d'ailleurs marqués du poteau des Quatre Communes, érigé en 1870.

### Cinq communes

#### Quintipoints actuels
Les quintipoints communaux suivants existent en France :
| Département(s)           | Communes | Notes                               | Coords.                            | Illus. |
| ------------------------ | --- | ----------------------------------- | ---------------------------------- | ------ |
| Ain                      | - Ars-sur-Formans - Misérieux - Rancé - Savigneux - Toussieux                                                      |                                     | 45° 58′ 24″ nord, 4° 50′ 14″ est   |        |
| Aisne                    | - Ambleny - Cutry - Dommiers - Pernant - Saconin-et-Breuil                                                         |                                     | 49° 21′ 01″ nord, 3° 12′ 53″ est   |        |
| Allier Loire Puy-de-Dôme | - Arconsat - Celles-sur-Durolle - Lavoine - Palladuc - Saint-Priest-la-Prugne                                      | Puy de Montoncel                    | 45° 55′ 51″ nord, 3° 41′ 39″ est   |        |
| Aude Hérault             | - Capestang - Coursan - Cuxac-d'Aude - Montels - Nissan-lez-Enserune                                               |                                     | 43° 16′ 48″ nord, 3° 03′ 15″ est   |        |
| Aude Pyrénées-Orientales | - Le Barcarès - Leucate - Saint-Hippolyte - Saint-Laurent-de-la-Salanque - Salses-le-Château                       | Dans l'étang de Leucate             | 42° 51′ 13″ nord, 3° 00′ 41″ est   |        |
| Haute-Corse              | - Campi - Canale-di-Verde - Linguizzetta - Pietra-di-Verde - Tox                                                   | Pointe de Campana                   | 42° 16′ 11″ nord, 9° 26′ 39″ est   |        |
| Côte-d'Or                | - Arrans - Asnières-en-Montagne - Montbard - Planay - Verdonnet                                                    |                                     | 47° 42′ 35″ nord, 4° 21′ 24″ est   |        |
| Côtes-d'Armor            | - Lanvallay - Saint-Hélen - Saint-Samson-sur-Rance - Taden - La Vicomté-sur-Rance                                  | Sur la Rance                        | 48° 28′ 48″ nord, 2° 00′ 15″ ouest |        |
| Haute-Garonne            | - Daux - Lévignac - Mondonville - Montaigut-sur-Save - Pibrac                                                      |                                     | 43° 39′ 01″ nord, 1° 14′ 12″ est   |        |
| Gironde Landes           | - Biscarrosse - Lugos - Parentis-en-Born - Sanguinet - Ychoux                                                      |                                     | 44° 25′ 22″ nord, 1° 01′ 45″ ouest |        |
| Hérault                  | - Pardailhan - Rieussec - Riols - Saint-Jean-de-Minervois - Saint-Pons-de-Thomières                                |                                     | 43° 26′ 20″ nord, 2° 46′ 36″ est   |        |
| Isère                    | - Champ-sur-Drac - Notre-Dame-de-Mésage - Saint-Georges-de-Commiers - Saint-Jean-de-Vaulx - Saint-Pierre-de-Mésage |                                     | 45° 02′ 59″ nord, 5° 44′ 14″ est   |        |
| Landes                   | - Angoumé - Magescq - Mées - Rivière-Saas-et-Gourby - Saint-Paul-lès-Dax                                           | Pierre de Tinon                     | 43° 44′ 10″ nord, 1° 10′ 06″ ouest |        |
| Landes                   | - Gastes - Parentis-en-Born - Pontenx-les-Forges - Saint-Paul-en-Born - Sainte-Eulalie-en-Born                     |                                     | 44° 16′ 58″ nord, 1° 08′ 11″ ouest |        |
| Pyrénées-Atlantiques     | - Hélette - Irissarry - Macaye - Mendionde - Ossès                                                                 | Erregelu (sur le massif du Baïgura) | 43° 17′ 41″ nord, 1° 17′ 19″ ouest |        |
| Haute-Saône              | - Abelcourt - Briaucourt - Francalmont - Ormoiche - Sainte-Marie-en-Chaux                                          |                                     | 47° 48′ 41″ nord, 6° 16′ 49″ est   |        |
| Haute-Saône              | - Montarlot-lès-Rioz - Neuvelle-lès-Cromary - Rioz - Sorans-lès-Breurey - Trésilley                                |                                     | 47° 25′ 31″ nord, 6° 01′ 50″ est   |        |

#### Anciens quintipoints
| Département(s) | Communes                                                            | Notes | Coords.                            | Illus. |
| -------------- | ------------------------------------------------------------------- | --- | ---------------------------------- | ------ |
| Landes         | - Garrosse - Lesperon - Onesse-Laharie - Rion-des-Landes - Sindères | Disparu en 2019 à la suite de la fusion de Garrosse et Sindères dans la commune de Morcenx-la-Nouvelle et devenu un quadripoint. | 43° 59′ 27″ nord, 0° 59′ 38″ ouest |        |

### Six communes
La France compte quelques hexapoints communaux :
| Département | Communes | Notes | Coords.                     | Illus. |
| ----------- | --- | --- | --------------------------- | ------ |
| Aude        | - Aigues-Vives - Blomac - Marseillette - Puichéric - Rieux-Minervois - Saint-Frichoux                         | Matérialisé par la borne 53 dans l'ancien étang de Marseillette, asséché au tout début du XIXe siècle, les terrains gagnés ont été répartis, à partir d'un point central unique, entre les six communes limitrophes. La borne 53 est elle-même matérialisée par un poteau en bois surmonté de panneaux de bois indiquant ces communes. | 43° 13′ 46″ N, 2° 34′ 02″ E |        |
| Oise        | - Choisy-au-Bac - Le Plessis-Brion - Rethondes - Saint-Crépin-aux-Bois - Saint-Léger-aux-Bois - Tracy-le-Mont | Carrefour du Puits d'Orléans, dans la forêt de Laigue | 49° 27′ 32″ N, 2° 56′ 30″ E |        |